# 金曜日には花を買って
『金曜日には花を買って』（きんようびにははなをかって）は、1986年10月10日から1987年1月23日にかけてTBSと木下プロダクション（現：TBSスパークル）が製作し、TBS系列で金曜22時から1時間枠（金曜ドラマ枠）で放送された、核家族間の交流とそこに起きる離婚や不倫を題材にした連続テレビドラマである。全14回。通称「金花（きんはな）」。

## 概要
物語の舞台は、『金曜日の妻たちへ』の第2、第3シリーズと同じく、大和市中央林間（駅の売店とスーパーでのロケ）と町田市つくし野（自宅及びその周辺でのロケ）。
一時は社会現象まで巻き起こし大人気となった『金曜日の妻たちへ』シリーズの後継作といえる作品であり、東京郊外という舞台設定やスタッフの顔ぶれは『金妻』シリーズとほとんど変わらない。しかし、『金妻』シリーズの生みの親である鎌田敏夫は本作には参加しておらず、脚本は松原敏春が手がけている。また『金妻』シリーズでは女性の不倫を主題にしているが、本作では男性の不倫を主に描いている。
また、このドラマは当時NHKを退職したばかりだった元キャスターの絵門ゆう子が初めて女優として起用された点でも世間の話題をさらった。この甲斐もあってか視聴率は最高で20.4%を記録したが、さすがに『金妻』のマンネリというイメージが拭い切れなかったことに加え、既に不倫ブームが下火になっていたことなどもあり先の『金妻』シリーズほど話題にはならなかった。
このドラマの出演者には後に癌を患った俳優・女優（絵門ゆう子、佐藤B作、小林昭二、堀江しのぶ等）が多く出演しており、このうち絵門と小林、堀江は闘病の末に若くして逝去した。特に堀江は当ドラマ収録の翌年にスキルス胃癌にかかり、23歳という若さでの夭逝となった。
当時のバブル期を反映してか、以前の金妻シリーズより主人公たちは全員広い持家でグランドピアノを所有していたり優雅な生活を送っている。
IIIで話題となったパティオも広い温室になっている。
2022年12月時点で映像ソフト化された事はないが、有料動画配信サービスのU-NEXTで全話の視聴が可能。
金妻シリーズでは東急田園都市線沿線が舞台となっても東急からの協力は得られなかったが、今作は中央林間駅前の東急ストアや旅行で訪れる蓼科の東急リゾートなど東急グループが全面的に製作に協力している。

## 出演
山村恵子：篠ひろ子
主婦。15年前に水谷正行（1947年6月12日生まれ、1972年10月8日死去）という恋人を亡くしており、英明に面影が似ていることをきにかけていた。夫の仕事を手伝いホームパーティー先で販売を手伝う。
山村保：板東英二
会社員。女性下着販売のメイフェア専務。ホームパーティー商法で販売をしている。
沢井町子：池田裕子（当時TBS局契約アナウンサー）
フリーアナウンサー。恵子の9歳年下の従妹である。
沢井公平：佐藤B作
国鉄の専務車掌であったが、民営化によりサービスセンター配属となったため退職。その後信吾の紹介によりスーパーへと転職した。
清沢和江：多岐川裕美
職人堅木という家具店を経営している。信吾に不満を持ち離婚する。結婚生活7年のけじめとして7cm髪を切った。
中川信吾：奥田瑛二
和江の夫。美容師。かなり軟弱な性格で結婚生活は破局してしまったが、和江のことを諦めきれないでいる。
中川英明：世良公則
信吾の弟。別荘の販売会社に勤務しており、札幌から7年ぶりに東京本社に戻ってきた。
安東百合：森下愛子
中央林間駅の売店に勤務している。釣銭の間違いから保と親密になり、付き合うようになる。蓼科まで追いかけてきたり積極的な性格だが最終的には保を拒み去っていった。
沢井愛国：小林昭二
公平の父。国鉄を退職後、毎日プールで1500m泳いでいる。息子の退職や夫婦問題で苦悩する。
戸崎はる菜：香坂未幸^3
英明のフィアンセ。スキーインターハイに出場したこともあり、ピアノも得意。ニセコのスキー場で英明と出会い交際を続け結婚式場を予約するところまでいったが。
リカちゃん：堀江しのぶ
保や公平たちが頻繁に訪れるビアホールの店員。明るい性格でまわりから好かれている。
ノンちゃん：網浜直子
ビアホール一階にある花屋のアルバイト。公平と親しくなりお金を借りる。
：土屋嘉男
レストランのマネージャー。
水谷安代：亀井光代
恵子の恋人だった正行の姉。久しぶりに命日の墓参りで恵子と再会する。
：中真千子
：小林明子　第3話にゲスト出演
山村彰：小林由治
山村千恵子：土井千恵子
沢井祐子：西田彩女
OLたち：奈津れい子、山下友美恵、松永みちえ
主婦：泉よし子

## 主題歌
- 心みだれて〜Say it with flowers〜 歌：小林明子（作詞：湯川れい子、作曲：小林明子、編曲：船山基紀） - ファンハウス（現：アリオラジャパン）

## 挿入歌
- メリー・ジェーン 歌：つのだ☆ひろ（作詞：クリストファー・リン（＝蓮見不二男）、作曲：つのだ☆ひろ、編曲：成毛滋・葵まさひこ）

## サブタイトル
| 話数 | 放送日         | サブタイトル           | 演出     |
| ---- | -------------- | ---------------------- | -------- |
| 1    | 1986年10月10日 | こまったもんだよ男たち | 飯島敏宏 |
| 2    | 1986年10月17日 | 心みだれて             | 松本健   |
| 3    | 1986年10月24日 | 冬の来る前に           | 松本健   |
| 4    | 1986年10月31日 | 25時の誕生パーティー   | 赤羽博   |
| 5    | 1986年11月7日  | 想い出のレストラン     | 赤羽博   |
| 6    | 1986年11月14日 | 幸せの白い家           | 飯島敏宏 |
| 7    | 1986年11月28日 | 風のなかへ             | 松本健   |
| 8    | 1986年12月5日  | 季節が過ぎてゆく       | 松本健   |
| 9    | 1986年12月12日 | 燃えて、男と女         | 赤羽博   |
| 10   | 1986年12月19日 | 逢いたくて             | 赤羽博   |
| 11   | 1986年12月26日 | いいこと教えてあげる   | 飯島敏宏 |
| 12   | 1987年1月9日   | この深き傷を           | 松本健   |
| 13   | 1987年1月16日  | 悲しみ色の街           | 松本健   |
| 14   | 1987年1月23日  | 不倫の終章             | 飯島敏宏 |

## スタッフ
- 脚本 : 松原敏春
- プロデューサー : 飯島敏宏、松本健、浜井誠
- 演出 : 飯島敏宏、松本健、赤羽博
- 演出補 : 五木田亮一
- 音楽 : 渡辺博也
- 制作担当 : 大谷弘
- 音響効果 : 下城義行
- 技術 : 倉谷祐次
- カメラ : 筒浦文男
- 照明 : 倉本輝彦
- 音声 : 中島実
- カラー調整 : 星野正一
- VTR : 芳賀徹
- 美術 : 石田道昭
- 美術制作 : 丸山俊史
- タイムキーパー : 小倉千加子
- 衣装 : 岸靖彦
- メイク : 猪熊あゆみ、アートメイクトキ
- 大道具 : 明治製作所
- 小道具 : 東京美工
- 持道具 : 京阪商会、朝日植木装飾、前山建具
- 協力 : 東通、緑山スタジオ・シティ 劇団日本児童、TBS緑山塾、エンゼルプロ
- ロケーション協力　東急ストア　伊豆高原教会
- 生花協力　フルールはなはな
- アスレチック協力　Legacy21　職人堅木つくし野
- 衣装協力　三喜商事株式会社　BIGLIDUE　PLAYLORD　グラン山貴IAC　SUZUYA　鈴乃屋　BOSCH　マービー　ミサエウエサコ　JINABE